# Dianne van Giersbergen
Dianne van Giersbergen (Liempde, 3 juni 1985) is een Nederlands sopraan en componiste van symfonische metal. Ze is sinds 2004 leadzangeres van Ex Libris. Van 2014 tot 2017 was ze leadzangeres van de Duitse band Xandria.

## Biografie
Van Giersbergen is geboren en getogen in de gemeente Boxtel in Noord-Brabant. Het cadeau voor haar vierde verjaardag was dat ze mocht zingen in het koortje van de Sint-Jans Onthoofdingkerk in Liempde, waar ze haar eerste zanglessen kreeg. Later zong ze ook nog in andere koren. Als kind twijfelde of ze dolfijnentrainster of operazangeres wilde worden. Ze koos uiteindelijk voor de muziek en ging naar het ArtEZ Conservatorium in Arnhem. In 2012 slaagde ze daar voor haar mastertitel, met een proefschrift over het samenvoegen van metal en klassieke muziek.
Ze heeft een sopraan stemgeluid. De laat-romantiek, met voor haar vooral Wagner als grote vertegenwoordiger, had een grote aantrekkingskracht op haar. Op aanraden van haar conservatoriumdocente klassieke muziek Elena Vink, stelde ze haar ambitie voor dit genre minstens tien jaar uit totdat ze haar stem voldoende ontwikkeld had.
In 2003 richtte ze  met drummer Joost van de Pas Ex Libris op, een symfonische metalband die in 2004 uit een formatie van vijf personen bestond. Na het debuutalbum Amygdala in 2008 en optredens in de programma's van bands als Stream of Passion, Epica en ReVamp werd de band bekender en werden er ook optredens gegeven in omringende Europese landen.
In 2014 werd Van Giersbergen gevraagd om ernaast leadzangeres te worden van de Duitse band Xandria. Ze zegde toe en trad met deze groep wereldwijd in tal van landen op. In 2016 trad ze met beide groepen op tijdens het festival FemMe (Female Metal) in Eindhoven. Door het succes van Xandria verminderde de activiteit van Ex Libris. Die ging min of meer door als een studioproject dat uitdagingen opzocht en waarin muziek werd geschreven. In deze jaren was ze ver verwijderd van haar Wagner-ambitie van weleer. Ze vertelde dat ze niet wist of ze er nog iets mee ging doen, ook omdat liederen haar meer vrijheid geven dan het zingen van operastukken.
Met Xandria trad ze soms twaalf keer per 2 weken op. Haar leven bestond uit weinig slaap, uitputting en overleven op voedingssupplementen. In 2017 kwam ze kort voor de Amerikaanse tournee met het bericht dat ze uit de band stapte. Als reden noemde ze oncontroleerbare stresssymptomen. Ze gaf aan dat ze het ongezonde leven al een lange tijd had aangekaart, maar dat de rest van de band dit al die tijd had genegeerd. Op haar vertrek werd op sociale media met herkenning gereageerd door de voormalige Xandria-zangeressen Lisa Middelhauve en Manuela Kraller.
Sinds 2018 werkt ze met Ex Libris aan ANN; de financiering ervoor komt via crowdfunding. ANN is een muzikale trilogie waarin ze per deel de rol vertolkt van historische vrouwen. In het eerste deel is dat de rol van Anna Boleyn, de tweede vrouw van de Engelse koning Hendrik VIII en koningin van Engeland. In het tweede deel vertolkt ze Anastasia Romanova, de dochter van de Russische tsaar Nicolaas II die tijdens de Russische Revolutie met haar familie door de bolsjewieken werd geëxecuteerd. Aan het tweede deel werkte het Oeral Kozakkenkoor uit Rijswijk mee. In het derde deel vertolkt ze Anne Frank.
Ze heeft in 2015 ook samengewerkt met de Russische powermetal band Catharsis voor de deels Nederlandstalige versie van hun liedje Дитя штормов (Child of Storms), waarop ze de zang voor haar rekening nam.
Momenteel werkt Van Giersbergen aan haar 10-delige soloalbum Soulward Bound, waarvan de eerste single "After the Storm" op Valentijnsdag (14 februari 2023) werd uitgebracht. Het doel is om elk jaar maximaal 2 liedjes van dit album uit te brengen als single. Naar verwachting komt het volledige album pas na 5 jaar uit. Op 25 augustus 2023 maakte Van Giersbergen bekend dat "Unleash the Siren", de tweede single van haar soloalbum, op 22 september 2023 wordt uitgebracht. Nog twee andere liedjes werden voor dit album uitgebracht: "A Symphonic Tragedy", en "Flameborn" met Marcela Bovio van Stream of Passion en MaYaN.

## Privéleven
Van Giersbergen heeft twee zussen. Ze is geen familie van progressieve-rockzangeres Anneke van Giersbergen.

## Gastverschijningen
- Catharsis – Дитя штормов (Child of Storms) (2015)
- Ayreon – Electric Castle Live and Other Tales (2019)
- Ayreon – Transitus (2020)
- Archie Caine – Eden (2022)
- Archie Caine – Tommy and the Angels (2022)
- Mortemia - Like a Hurricane (2025)